# Дипломатически мисии на Босна и Херцеговина
Това е списък на посолствата и консулствата на Босна и Херцеговина по целия свят.

## Европа
- Австрия
  - Виена (посолство)
- Белгия
  - Брюксел (посолство)
- България
  - София (посолство)
- Ватикан
  - Ватикана (посолство)
- Великобритания
  - Лондон (посолство)
- Германия
  - Берлин (посолство)
  - Мюнхен (генерално консулство)
  - Щутгарт (генерално консулство)
- Гърция
  - Атина (посолство)
- Дания
  - Копенхаген (посолство)
- Испания
  - Мадрид (посолство)
- Италия
  - Рим (посолство)
  - Милано (генерално консулство)
- Северна Македония
  - Скопие (посолство)
- Норвегия
  - Осло (посолство)
- Полша
  - Варшава (посолство)
- Румъния
  - Букурещ (посолство)
- Русия
  - Москва (посолство)
- Словения
  - Любляна (посолство)
- Сърбия
  - Белград (посолство)
- Унгария
  - Будапеща (посолство)
- Франция
  - Париж (посолство)
- Нидерландия
  - Хага (посолство)
- Хърватия
  - Загреб (посолство)
- Черна гора
  - Подгорица (посолство)
- Чехия
  - Прага (посолство)
- Швейцария
  - Берн (посолство)
- Швеция
  - Стокхолм (посолство)

## Северна Америка
- Канада
  - Отава (посолство)
- САЩ
  - Вашингтон (посолство)
  - Чикаго (генерално консулство)

## Африка
- Египет
  - Кайро (посолство)
- Либия
  - Триполи (посолство)

## Азия
- Израел
  - Тел Авив (посолство)
- Индия
  - Ню Делхи (посолство)
- Индонезия
  - Джакарта (посолство)
- Иран
  - Техеран (посолство)
- Йордания
  - Аман (посолство)
- Катар
  - Доха (посолство)
- Китай
  - Пекин (посолство)
- Кувейт
  - Кувейт (посолство)
- Малайзия
  - Куала Лумпур (посолство)
- Обединени арабски емирства
  - Абу Даби (посолство)
- Пакистан
  - Исламабад (посолство)
- Саудитска Арабия
  - Рияд (посолство)
- Турция
  - Анкара (посолство)
  - Истанбул (генерално консулство)
- Япония
  - Токио (посолство)

## Океания
- Австралия
  - Канбера (посолство)

## Междудържавни организации
- - Брюксел - ЕС
  - Виена - ООН
  - Женева - ООН
  - Ню Йорк - ООН
  - Париж - ЮНЕСКО
  - Рим - ФАО